# Väike-Maarja
Väike-Maarja è un comune rurale dell'Estonia nordorientale, nella contea di Lääne-Virumaa. Il centro amministrativo è l'omonimo borgo (in estone alevik).

## Località
Oltre al capoluogo, il comune comprende altri due borghi, Kiltsi e Simuna, e 33 località (in estone küla):
Aavere - Aburi - Äntu - Ärina - Avanduse - Avispea - Ebavere - Eipri - Hirla - Imukvere - Kännuküla - Kärsa - Käru - Koonu - Kurtna - Liivaküla - Määri - Müüriku - Nadalama - Nõmme - Orguse - Pandivere - Pikevere - Pudivere - Raeküla - Raigu - Rastla - Triigi - Uuemõisa - Vao - Varangu - Võivere - Vorsti